# Collegiata di Santo Stefano (Dongo)
La collegiata di Santo Stefano è una chiesa di tipo arcipretale che funge da parrocchiale di Dongo, in provincia e diocesi di Como; fa parte del vicariato di Gravedona.

## Storia
Nata come sede della pieve di Dongo e attestata come collegiata già nel 1174, l'attuale chiesa è un rifacimento Settecentesco di una precedente struttura a tre navate del periodo tardogotico. Tuttavia, in virtù della particolare dedicazione, è probabile che la primigenia fondazione della chiesa risalga a non dopo il V secolo.
In origine la chiesa era dotata di un battistero a sé stante, del quale sono rimaste solo alcune colonne marmoree. Durante alcuni lavori effettuati nel 1930 sono stati ritrovati il pavimento di una precedente costruzione (forse un precedente edificio di culto, vista la posizione isolata rispetto ai più antichi nuclei donghesi di Martinco e Barbignano) e un sarcofago in pietra. Dell'impianto della struttura originaria restano una vasca battesimale e resti di affreschi attribuiti a Gian Giacomo Barbelli, autore anche di due tele datate 1628 e conservate in parrocchia. 
L'attuale struttura venne edificata a partire dal 1716, e il lavori durarono circa vent'anni. I lavori interessarono anche il campanile, che fu terminato nel corso del Settecento.
La consacrazione della chiesa avvenne nel 1804, per mano del vescovo Carlo Rovelli.
Nel 1884, il campanile venne sottoposto a un intervento di modifica che ne avrebbe dovuto aumentare l'altezza. Questo intervento venne tuttavia annullato in corso d'opera, a causa di cedimenti strutturali.

## Descrizione

### Interno
L'interno è a navata singola, terminante con un presbiterio a pianta quadrangolare. Sulla navata si affacciano due cappelle per lato.
All'interno della chiesa, spiccano alcuni lacerti di affresco che si trovano all'interno di due piccole absidi laterali orientate a est.  In una di queste absidiole, gli affreschi raffigurano numerose scene attribuite alla vita di sant'Ambrogio, che nel frontespizio dell'abside è raffigurato insieme ai santi Giorgio e Defendente. L'altra abside era invece dedicata ai santi Giovanni Battista e all'omonimo evangelista. Queste due absidi facevano già parte della precedente chiesa, e sono attualmente adibite una a oratorio dei confratelli e l'altra a sagrestia.
Al XVIII secolo risalgono invece:
- gli affreschi del presbiterio, realizzati dal lainese Carlo Scotti così come quelli di parte sia della copertura sia delle pareti della navata - tra cui gli affreschi che ornano la prima cappella destra (1770-1771)[1];
- gli affreschi della prima cappella sinistra, opera di Giovanni Antonio Torricelli (1775-1776[1])[N 1][7];
- i dipinti della seconda cappella destra, realizzati da Giulio Quaglio (1743);[1]
- le statue in stucco che ornano le pareti della navata e che rappresentano alcuni santi protettori della pieve di Dongo[5],[1] opere sagomate da Stefano Salterio[5][1] (1771);
- il pulpito, realizzato dall'eremita Giuseppe Nicola (1780).

Al 1807 risalgono gli affreschi della seconda cappella sinistra, eseguiti da Filippo Bellati.
La chiesa conserva inoltre una croce astile del 1513.

### Esplicative
1. ↑   fratello di Giuseppe Antonio Maria Torricelli

### Bibliografiche
1. 1 2 3 4 5 6 7 8 9 10 11 12 13 14   Chiesa di S. Stefano - complesso, Viale Mons. P. Bellesini - Dongo (CO) – Architetture – Lombardia Beni Culturali, su www.lombardiabeniculturali.it. URL consultato il 4 luglio 2025.
2. 1 2 3 4 5 6 7  AA.VV., Una chiesa tra lago e montagne, p. 72.
3. 1 2 3 4 5 6 7  Zastrow, p. 122.
4. 1 2 3  Borghese, pp. 207-208.
5. 1 2 3 4 5 6 7   Pellegrini, Chiesa di S. Stefano, in Comune di Dongo (a cura di), pannello esplicativo collocato all'esterno del monumento (nel pannello viene esplicitamente citata l'opera di Pellegrini di cui in Bibliografia).
6. 1 2 3  AA.VV., Una chiesa tra lago e montagne, p. 74.
7. ↑   Torricelli - Enciclopedia, su Treccani. URL consultato il 7 luglio 2025.